# Ty-Shon Alexander
Ty-Shon Leron Alexander (Charlotte, Carolina del Norte, 16 de julio de 1998) es un baloncestista estadounidense que pertenece a la plantilla del Koroivos B.C. de la A2 Ethniki, la segunda división del baloncesto griego. Con 1,91 metros de estatura, juega en la posición de  escolta.

## Trayectoria deportiva

### Universidad
Jugó tres temporadas con los Bluejays de la Universidad de Creighton, en las que promedió 12,7 puntos, 3,7 rebotes y 2,3 asistencias por partido. En su última temporada fue incluido en el mejor quinteto de la Big East Conference.
Al término de su tercera temporada se declaró elegible para el Draft de la NBA, renunciando así a su último año universitario.

#### Estadísticas
| Año     | Equipo    | PJ | PT | MPP  | %TC  | %3P  | %TL  | RPP | APP | ROB | TPP | PPP  |
| ------- | --------- | -- | -- | ---- | ---- | ---- | ---- | --- | --- | --- | --- | ---- |
| 2017–18 | Creighton | 33 | 1  | 17.7 | .418 | .333 | .707 | 2.1 | 1.8 | .3  | .1  | 5.5  |
| 2018–19 | Creighton | 34 | 34 | 32.6 | .406 | .365 | .794 | 4.0 | 2.7 | 1.2 | .3  | 15.7 |
| 2019–20 | Creighton | 31 | 31 | 34.7 | .431 | .399 | .860 | 5.0 | 2.3 | 1.3 | .3  | 16.9 |
| Total   | Total     | 98 | 66 | 28.2 | .418 | .372 | .813 | 3.7 | 2.3 | .9  | .2  | 12.7 |

### Profesional
Tras no ser elegido en el Draft de la NBA de 2020, el 19 de noviembre firmó con los Phoenix Suns de la NBA, un contrato dual que le permite jugar en su filial de la G League, los Northern Arizona Suns.
El 8 de septiembre de 2021, firma por la Virtus Bolonia de la Lega Basket Serie A, la primera categoría del baloncesto italiano.
El 15 de febrero de 2022, firma por el Pallacanestro Trieste de la Lega Basket Serie A, la primera categoría del baloncesto italiano.
Se unió a los Charlotte Hornets para la Liga de Verano de la NBA de 2022. Más tarde se unió a la lista del campo de entrenamiento de Greensboro Swarm. El 4 de noviembre de 2022, fue incluido en la lista de la noche inaugural.
El 24 de febrero de 2023 fue traspasado a los Delaware Blue Coats, y finalmente ayudó al equipo a ganar el título de la NBA G League.
El 22 de noviembre de 2023 fichó por el Koroivos B.C. de la A2 Ethniki, la segunda división del baloncesto griego.

## Estadísticas de su carrera en la NBA

### Temporada regular
| Año     | Equipo  | PJ | PT | MPP | %TC  | %3P  | %TL  | RPP | APP | ROB | TPP | PPP |
| ------- | ------- | -- | -- | --- | ---- | ---- | ---- | --- | --- | --- | --- | --- |
| 2020-21 | Phoenix | 15 | 0  | 3.1 | .250 | .222 | .500 | .7  | .4  | .0  | .1  | .6  |
| Total   | Total   | 15 | 0  | 3.1 | .250 | .222 | .500 | .7  | .4  | .0  | .1  | .6  |

### Playoffs
| Año   | Equipo  | PJ | PT | MPP | %TC   | %3P | %TL | RPP | APP | ROB | TPP | PPP |
| ----- | ------- | -- | -- | --- | ----- | --- | --- | --- | --- | --- | --- | --- |
| 2021  | Phoenix | 1  | 0  | 1.3 | 1.000 | —   | —   | .0  | .0  | .0  | .0  | 2.0 |
| Total | Total   | 1  | 0  | 1.3 | 1.000 | —   | —   | .0  | .0  | .0  | .0  | 2.0 |